# 冯炯华
冯炯华（1945年4月—），广东顺德人，汉族，中华人民共和国政治人物,全国政协委员，中国农工民主党党员。曾担任十一届全国政协常务委员、农工党中央常委、宁夏回族自治区委主委。2008年，当选第十一届全国政协常务委员，代表中国农工民主党，分入第十组。